# Miles in Tokyo
Miles in Tokyo è un album live del musicista jazz Miles Davis, registrato il 14 luglio 1964 con il suo quintetto alla Kohseinenkin Hall di Shinjuku, Tokyo, Giappone. Sebbene registrato nel 1964, l'album venne pubblicato nel 1969 solamente in Giappone. Negli Stati Uniti e in Europa arrivò solo successivamente.

## Tracce

### LP originale

#### Lato A (23:03)
1. "Introduction by Teruo Isono"
2. If I Were a Bell (Frank Loesser) – 10:18
3. My Funny Valentine (Richard Rodgers, Lorenz Hart) – 12:45

#### Lato B (28:11)
1. So What (Miles Davis) – 7:50
2. Walkin' (Richard H. Carpenter) – 9:11
3. All of You (Cole Porter) – 11:10
4. "Theme and Announcement"

### Tracce riedizione CD 2005(COL 519507 2)[2]
1. "Introduction by Teruo Isono" - 1:10
2. If I Were a Bell (Frank Loesser) – 10:14
3. My Funny Valentine (Richard Rodgers, Lorenz Hart) – 12:45
4. So What (Miles Davis) – 8:02
5. Walkin' (Richard H. Carpenter) – 9:11
6. All of You (Cole Porter) – 11:18
7. Go-Go [Theme] + closing announcement (Miles Davis) - (1:19)

## Musicisti
- Miles Davis – tromba
- Sam Rivers – sassofono tenore
- Herbie Hancock – pianoforte
- Ron Carter – contrabbasso
- Tony Williams – batteria

## Produzione

### LP originale
- Produzione - Kiyoshi Itoh
- Ingegnere del suono - Kenichi Handa, Nippon Broadcasting System, Inc.
- Foto di copertina - Akiyoshi Miyashita
- Album Desigin - Mituru Yamada, Kiyoshi Itoh

### Riedizione in CD(COL 519507 2, 2005)
- Produzione - Michael Cuscuna e Bob Belden
- Rimasterizzazione - Mark Wilder ai Sony Music Studios, New York, NY.
- Direzione - Seth Rothstein
- Legacy A&R - Steve Berkowitz
- Coordinatore A&R - Stacey Boyle
- Direzione artistica - Howard Fritzson
- Design - Randall Martin
- Fotografie - Akiyoshi Miyashita
- Packaging Manager - Norm Elrod
- Note interne - Takao Ogawa